# Kamień (nad Kątami)
Kamień nad Kątami (714 m) – szczyt w zachodniej części Beskidu Niskiego. Na zboczach góry znajduje się kilka wychodni skalnych. Większość masywu Kamienia zajmuje Obszar Ochrony Ścisłej Kamień.
Zboczami Kamienia, nieco poniżej szczytu wiodą 2 szlaki turystyczne:
- Świerzowa (801 m) – Kolanin (705 m) – Kamień (714 m) – Kąty – Grzywacka Góra (567 m) – Łysa Góra (641 m) – Polana (651 m) (Główny Szlak Beskidzki)
- Grzywacka Góra (567 m) – Kąty – Kamień (714 m) – Krempna – Wysokie (657 m)